# Mekarwangi (Saketi)
Mekarwangi is een bestuurslaag in het regentschap Pandeglang van de provincie Banten, Indonesië. Mekarwangi telt 2490 inwoners (volkstelling 2010).